# Jackson Browne
 (novembre 2009).
Si vous disposez d'ouvrages ou d'articles de référence ou si vous connaissez des sites web de qualité traitant du thème abordé ici, merci de compléter l'article en donnant les références utiles à sa vérifiabilité et en les liant à la section « Notes et références ».
Pour les articles homonymes, voir Browne.
Jackson Browne, né le 9 octobre 1948 à Heidelberg (Allemagne), est un auteur-compositeur-interprète américain de rock.

## Biographie
Très jeune, il déménage d’Allemagne, où son père militaire était en poste, vers Los Angeles où il commence à jouer de la musique folk. Sa carrière commence véritablement lorsqu’il rejoint le groupe Nitty Gritty Dirt Band.
Auteur-compositeur précoce, Jackson Browne signe un contrat avec "Nina Music". Ses chansons sont interprétées, entre autres, par Tom Rush, The Eagles, Linda Ronstadt, The Byrds.
Jackson Browne s’établit pendant une courte période à Greenwich Village (New York). Il rejoint le groupe de Tim Buckley et participe à l’enregistrement de l’album Chelsea Girl de Nico.
En 1971, Jackson Browne signe avec Asylum Records et réalise son premier album Jackson Browne- Saturate before using (1972) qui comprend le hit Doctor My Eyes (en), mais aussi Jamaica Say You Will, Song for Adam et My Opening Farewell. À la même époque, Browne est coauteur avec Glenn Frey de Take It Easy le fameux hit des Eagles.
Son album suivant For Everyman, bien que de qualité, est un échec commercial.
Late for the Sky (1974) reçoit un bon accueil par la critique et ses fans ; il est souvent considéré comme son meilleur album. Les meilleures chansons sont Late for the Sky, For a Dancer et Before the Deluge. Il est bien aidé par le jeu à la guitare et au violon de David Lindley. La chanson-titre a été utilisée par Martin Scorsese pour son film Taxi Driver.
En tournée en 1975, Jackson Browne était accompagné de sa femme Phyllis et de son fils d'un an, Ethan. Browne a également ajouté le claviériste Wayne Cook à la tournée. Ils se déplaçaient dans un car Greyhound réaménagé. Au cours de l'automne 1975, Browne a exécuté des concerts avec Linda Ronstadt, Eagles, et Toots and the Maytals.
Jackson Browne réalise ensuite un autre album majeur, The Pretender, peu de temps après le suicide de sa femme, Phyllis. Au même moment, Browne produit et accompagne Warren Zevon pour ses deux premiers albums.
Il enregistre son album suivant, Running on Empty (1977), alors qu’il était en tournée. C'est un grand succès commercial. Parmi les principaux morceaux : Running on Empty, The Road, Rosie, Cocaine et The Load-Out/Stay. En 1989, Francis Cabrel adapte et reprend en français le morceau Rosie dans son album Sarbacane.
En 1979, Jackson Browne est cofondateur avec Graham Nash, Bonnie Raitt et John Hall (en) de l’association écologiste "Musicians United for Safe Energy" (MUSE) à l'origine des concerts No Nukes.
L’album Hold Out (1980) a du succès mais pas auprès des critiques musicaux. Lawyers in Love suit en 1983 avec des textes plus engagés politiquement.
Son album suivant, Lives in the Balance (1986), est une critique de la politique du président Reagan, en particulier celle menée en Amérique centrale.
Le texte ci-après, extrait de la chanson Till I go down de cet album, montre bien le point de vue de Browne :
I’m not gonna shut my eyes
I’ve already seen the lies
On the faces of the men of war
Leading people to the killing floor
Till I go down
L'album World in Motion, qui suit en 1989 est encore plus engagé.
En 1993, il réalise l'album I'm Alive après quatre ans de silence et après s'être séparé de l’actrice Daryl Hannah en 1992.
De manière générale, les chansons de Jackson Browne sont caractérisées par leurs excellentes mélodies, des textes simples mais bien pensés. Il est reconnu pour son talent de compositeur et son statut de rock-star qui a des idées.
En 2004, il participe activement à la campagne de soutien à John Kerry contre George W Bush pour la présidence des États-Unis.
Son album de 2005, Jackson Browne - Solo Acoustic Vol. 1 (2005), comprend onze chansons enregistrées en public et qui avaient déjà été diffusées, plus une nouvelle chanson The Birds of St. Marks.
En 2008, il fait une apparition dans le film Walk Hard - L'histoire de Dewey Cox, de Jake Kasdan.

## Discographie

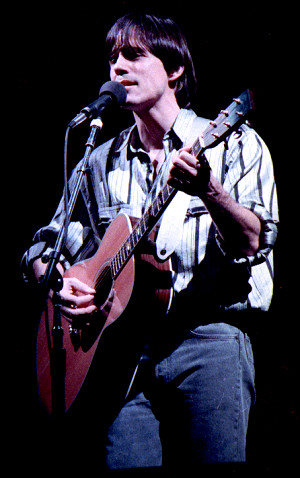
Jackson Browne à Drammenshallen (Norvège) le 4 novembre 1986

### Albums solos
- 1972 : Jackson Browne
- 1973 : For Everyman
- 1974 : Late for the Sky
- 1976 : The Pretender
- 1977 : Running on Empty
- 1980 : Hold Out
- 1983 : Lawyers in Love
- 1986 : Lives in the Balance
- 1989 : World in Motion
- 1993 : I'm Alive
- 1996 : Looking East (Elektra) avec Ry Cooder, David Lindley, Bonnie Raitt
- 2002 : The Naked Ride Home
- 2005 : Solo Acoustic, Vol. 1
- 2008 : Solo Acoustic, Vol. 2
- 2008 : Time The Conqueror
- 2010:   Love is Strange (en vivo con Tino) - Jackson Browne & David Lindley
- 2014 : Standing In The Breach
- 2021 : Downhill from Everywhere

### Compilations
- 1997 : The Next Voice You Hear: The Best of Jackson Browne
- 2004 : The Very Best of Jackson Browne
- 2014 : Looking Into You (a tribute to Jackson Browne)

### Participations
- 1967 : "Chelsea Girl" de Nico
- 1981 : El Rayo X de David Lindley (Electra/Asylum) avec  Jorge Calderon, Bill Payne...
- 1985 : « You're a Friend Of Mine » avec Clarence Clemons sur l'album Hero

"Sun City" du groupe AUAA (Artists United Against Apartheid) composé de 54 chanteurs et musiciens.
- 1992 : Peace to the neighborhood de Pops Staple  (Virgin)
- 2011 : Give It 'Till It's Gone de Ben Harper
- 2012 : Chimes of Freedom: Songs of Bob Dylan Honoring 50 Years of Amnesty International. Reprise de Love Minus Zero/No Limit de Bob Dylan